# Irigység

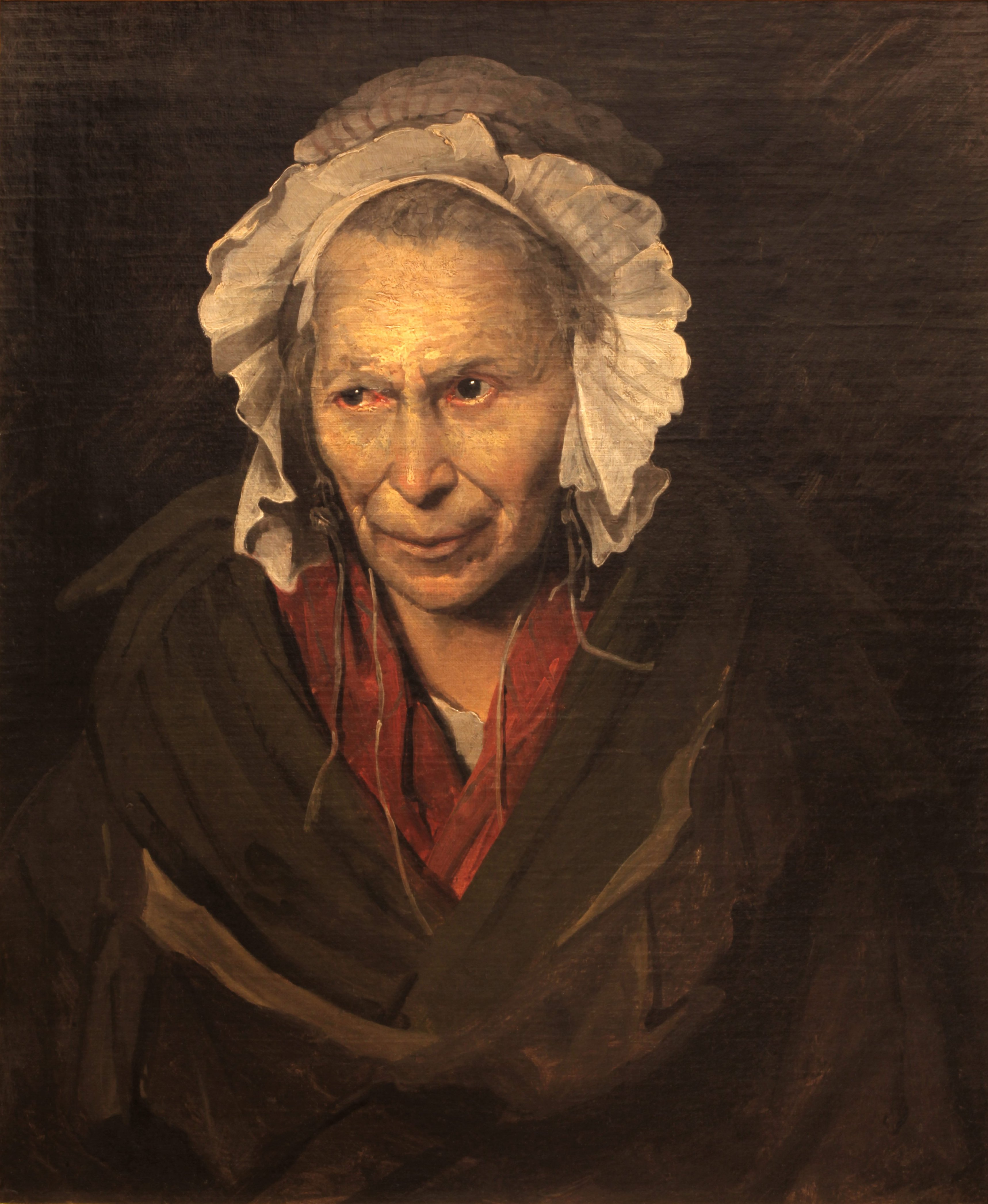
Théodore Géricault: La Monomane de l'envie, festmény

Az irigység másnak örömén érzett fájdalmunk, amivel rokon érzés, ha másnak fájdalmán örömet érzünk. Ha ez az érzelem az ellen fordul, aki örömet érez, gyűlöletté válik. Ha inkább a tárgy felé fordul, amely másnak örömet okoz, másnak javára szolgál, irigység a szó szűkebb értelmében.
Más megfogalmazásban:
Az irigység a más ember anyagi javainak, lehetőségeinek, párkapcsolatának, műveltségének, sikerének, elismertségének összehasonlítása a sajátunkkal. Amennyiben a sajátunkat kevesebbnek ítéljük a másikénál, belül szeretnénk az ő helyzetébe kerülni.

„Az irigység a társadalmi létezés egyik kulcskérdése, amely rögtön megjelenik, mihelyt két magasabb rendű élőlény képes összehasonlítani magát egymással... Az ember irigy élőlény, amely az irigyelt személy ebből származó társadalmi gátlásai nélkül nem lenne képes olyan társadalmi rendszereket kifejleszteni, melyeket a modern társadalmakban nekünk is igénybe kell vennünk.”